# عروية
العُرْوِيّة هي زينة نباتية، عادة ما تكون زهرة واحدة أو برعم، توضع على طية صدر سترة البذلة أو في جيب السترة.